# Stoenești, Olt
Stoenești là một xã thuộc hạt Olt, România. Dân số thời điểm năm 2002 là 2439 người.